# Friedrich Seitz
Friedrich Seitz (Günthersleben, 12 giugno 1848 – Dessau, 22 maggio 1918) è stato un compositore, violinista e insegnante tedesco.
Ricoprì il ruolo di direttore d'orchestra a Sondershausen, dove aveva compiuto gli studi. Fu primo violino solista dell'orchestra diMagdeburgo e a partire dal 1884 nell'orchestra reale di Dessau. Tuttavia, fu noto soprattutto come insegnante - fra i suoi allievi si annovera una giovanissima Marlene Dietrich. È ricordato principalmente per i suoi otto Schülerkonzerte, concerti per violino e pianoforte scritti per uso didattico.
Alcuni estratti dei suoi concerti n. 2 e n. 6 sono stati inseriti nel metodo Suzuki.